# Hermanias
Hermanias foi um programa de humor emitido pela RTP, canal público de televisão portuguesa, no ano de 1984. Este programa seguiu-se a O Tal Canal e foi escrito por Herman José, Miguel Esteves Cardoso, Tozé Brito e António Tavares Teles.

## Elenco
Muito parecido com o do programa anterior, para além a indispensável participação do autor, faz também parte integrante Lídia Franco, Vítor de Sousa, Margarida Carpinteiro, Natália de Sousa, Helena Isabel e Luís Horta.

## Programa
O centro de Hermania é um cabaret de muito baixa categoria, no qual surgem as personagens principais, como Maria Teresa de Bragança, Mirita, Carmen ou o eterno Serafim Saudade, o Verdadeiro Artista. Esta popular personagem criada e interpretada por Herman José caracteriza-se pela sua peruca aos caracóis, replicando os cantores populares da altura. As suas músicas foram da autoria de Carlos Paião, destacando-se músicas como "Serafim Saudade", "A canção do beijinho" ou "Mentirosa", que foram editadas em disco.
Em paralelo ao cenário do cabaret, existiam sketches, como o do vendedor de caixões (os actores, Herman e Margarida Carpinteiro, não conseguiram conter o riso e a cena foi assim para o ar); o do comentador de futebol José Esteves; as interrupções por causa dos níveis de decência do cameramen censor Mário Cortes, percursor do eterno Diácono Remédios de Herman Enciclopédia; ou o menino Nelito.

## Personagens
- Serafim Saudade (Herman José) - "O Verdadeiro Artista";[1]
- Maria Teresa Pissarra de Bragança (Herman José);[1]
- Mário Cortes (Herman José) - O cameraman de barrete madeirense, patilhas e bigode com um eterno mau feitio que mandava parar toda ou qualquer cena que não achava correcta (um personagem que deu início aos auto-censores de Herman José que se seguiram, entre eles o saudoso Diácono Remédios);[1][4]
- Mirita & Carmen (Helena Isabel e Natália de Sousa) - As partenaires de Serafim Saudade;[1]
- Rita (Margarida Carpinteiro) - A empregada do bar à qual Serafim estava constantemente a pedir um lenço durante as suas actuações (" Olha lá oh Rita arranja-me outro lenço");
- O Conde (Vítor de Sousa);[1]
- Caramelo (Luís Horta) - uma espécie de contra-regra da sala de espectáculos, com o seu característico sotaque açoriano.